# Munia Mayor
Munia Mayor (* 990/5; † nach dem 13. Juni 1066) war Gräfin von Kastilien und Königin von Navarra.

## Leben
Munia war die älteste Tochter von Sancho García, Graf von Kastilien und seiner Gattin Urraca. Sie heiratete Sancho III. den Großen, König von Navarra. Im Jahr 1024 nahm sie den Namen Mayor an. Nach der Ermordung ihres Bruders García Sánchez, des Grafen von Kastilien, folgte sie 1029 in Kastilien. Ihr Gatte Sancho besetzte die Grafschaft Kastilien und die angrenzenden Gebiete um Cea und Pisuerga in León. Nach dem Tode Sanchos wurde sein Besitz geteilt, der älteste illegitime Sohn Ramiro wurde König von Aragón. Von Munias überlebenden Söhnen erhielt García Navarra, Ferdinand Kastilien, das Königreich wurde und Gonzalo das neu geschaffene Königreich Sobrarbe-Ribagorza. Nach dem Tod ihres Gatten zog sich Munia ins Kloster zurück. Letztmals erwähnt wurde sie am 13. Juni 1066 in einer Urkunde, in der sie ein Begräbnis im von ihr gegründeten Kloster San Martín de Frómista wünschte.

## Familie
Munia heiratete vor dem 27. Juni 1011 König Sancho III. von Navarra (* um 990; † 1035). Sie hatten sechs Kinder:
- Mayor Sánchez († vor 1044) ⚭ (vor 1037) Pons-Wilhelm, Graf von Toulouse (* 995/7; † 1060)
- García III., König von Navarra (* 1005/10; † 1054)
- Gonzalo Sánchez, König von Sobrarbe-Ribagorza († 1045)
- Bernardo Sánchez († nach 17. Dezember 1024)
- Ferdinand I. Sánchez, König von Kastilien und León (* 1018; † 1065) ⚭ (1032) Sancha von León (* 1013; † 1067), Tochter von Alfons V., König von León
- Jiména Sánchez († nach 23. Dezember 1062) ⚭ (1034/5) Bermudo III., König von León (* 1017; † 1037)